# Harpalejeunea diaphana
Harpalejeunea diaphana là một loài Rêu trong họ Lejeuneaceae. Loài này được (Spruce) Stephani mô tả khoa học đầu tiên năm 1913.